# René Goupil
René Goupil, S.J. (getauft 15. Mai 1608 in Saint-Martin-du-Bois (Maine-et-Loire); † 29. September 1642 in Ossernenon, heute Auriesville (New York)), war ein französischer Laienmissionar und Jesuit (auf Französisch: „donné“, zu deutsch: „gegeben“ oder „einer der sich selbst gibt“), der kurz vor seinem Märtyrertod Laienbruder der Gesellschaft Jesu wurde. Er war der erste der Kanadischen Märtyrer und der erste Märtyrer auf nordamerikanischem Boden. Er wurde 1642 zusammen mit Isaak Jogues von einer Gruppe Mohawk-Krieger gefangen genommen, rituell gefoltert und getötet.

## Leben

### Jugend und Ausbildung
René Goupil wurde am 15. Mai 1608 in St-Martin-du-Bois, in der Nähe von Angers in der historischen Provinz Anjou, getauft. Er war der Sohn von Hippolite Goupil und Luce Provost. Bevor er das Noviziat der Jesuiten am 16. März 1639 begann, arbeitete er in Orléans als Arzt. Wegen Taubheit musste er das Noviziat verlassen. René Goupil bot sich als freiwilliger Laienmissionar an, um an der Seite von jesuitischen Priestern zu dienen.

### Arbeit und Mission in Neufrankreich
So erreichte er 1640 Neufrankreich und diente dort im Missionshaus Saint-Joseph de Sillery, nahe Québec, bis 1642. Er war mit der Fürsorge für die Kranken und Verwundeten im Krankenhaus betraut. Dort verarztete er Wunden und führte Aderlässe durch.
Zusammen mit dem Priester Isaac Jogues reiste er im Jahr 1642 zusammen mit vierzig oder fünfzig Huronen zu der Huronen-Mission. Unterwegs wurden sie von einer Gruppe Mohawks überfallen und gefangen genommen. Nach der strapazierenden Reise in ihr Dorf Ossernenon wurden beide gefoltert und Jogues wurde ein Daumen abgeschnitten. Wenige Tage nach ihrer Gefangennahme teilte René seinem Begleiter Jogues seinen Wunsch mit, Jesuit zu werden und sich dem Dienst Gottes zu weihen. Wegen ihrer ungewissen Zukunft, erlaubte es dieser ihm, die Gelübde der Jesuitenbruder abzulegen.

### Martyrium
Nachdem Goupil einem kleinen Mohawkjungen das Kreuzzeichen beigebracht hatte, wurde er am 29. September durch einen Schlag auf den Kopf mit einem Tomahawk getötet. Während er starb, sprach er nach Berichten von Jogues den Namen Jesu aus. Jogues war während seines Märtyrertodes anwesend und spendete ihm die Absolution, kurz bevor er starb.
Kurze Zeit vor seinem Tod legte er vor Pater Jogues die Gelübde als jesuitischer Laienbruder ab. Viele der 24 Huronen, die Goupil und Jogues begleitet hatten, wurden getauft und von Jogues als Konvertiten in die römisch-katholische Kirche aufgenommen. Als Feinde der Mohawk wurden sie, nach dem Ritual der Irokesen, vor ihrer Ermordung gefoltert.

## Verehrung
Goupil wird als der erste Märtyrer in Nordamerika verehrt. Er war der erste von drei Jesuiten, die auf dem Gebiet der heutigen Vereinigten Staaten das Martyrium erlitten. Isaak Jogues schrieb später in einem Brief an seinen Vorgesetzten: „Er [Goupil] verdient den Namen Märtyrer, nicht weil er von den Feinden Gottes und Seiner Kirche ermordet wurde während er in glühender Nächstenliebe arbeitete, sondern vor allem, weil er wegen seines Gebets getötet wurde und speziell weil er das Kreuzzeichen machte“.
Papst Pius XI. sprach ihn, gemeinsam mit seinen Mitbrüdern der Kanadischen Märtyrer, am 21. Juni 1925 selig und am 29. Juni 1930 heilig. Er ist der Patron der Anästhesisten.
Auf dem Rose Hill Campus der Fordham University (New York) wurden drei Teile eines Wohnheimes nach den drei Amerikanischen Märtyrern René Goupil, Isaak Jogues und Jean de Lalande benannt.